# 15510 Phoeberounds
15510 Phoeberounds è un asteroide della fascia principale. Scoperto nel 1999, presenta un'orbita caratterizzata da un semiasse maggiore pari a 2,4274321 UA e da un'eccentricità di 0,0927810, inclinata di 2,49194° rispetto all'eclittica.